# Liebfrauen (Arnsberg)

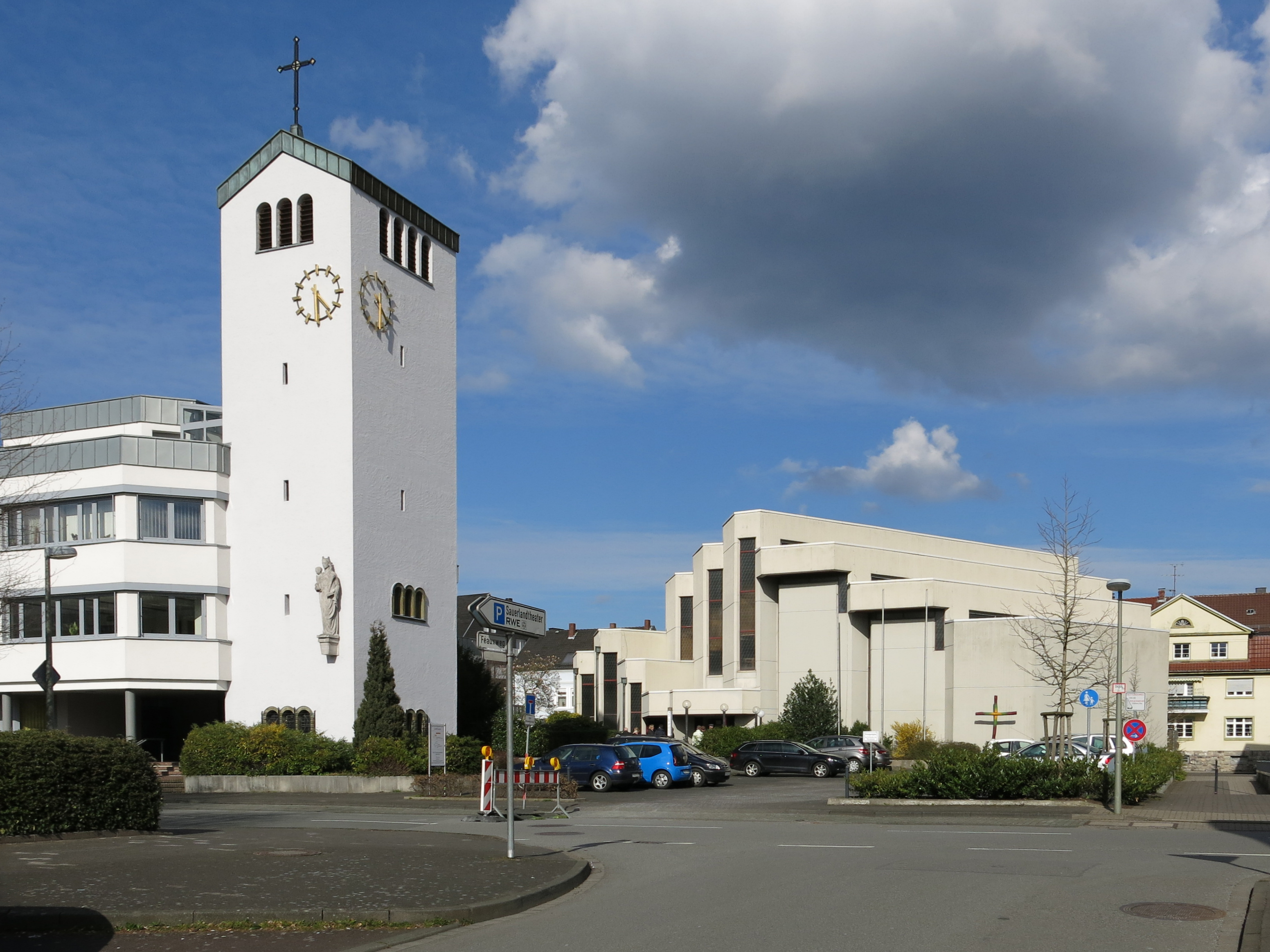
Der Turm der alten Kirche und rechts dahinter der Neubau der neuen Kirche. Neben den Turm schließt das Gemeinde- und Jugendzentrum an.

Die Pfarrkirche Liebfrauen ist ein ortsbildprägendes, katholisches Kirchengebäude in Arnsberg im Hochsauerlandkreis (Nordrhein-Westfalen).

## Geschichte und Architektur
Zu Anfang des zwanzigsten Jahrhunderts dehnte sich das Ortsgebiet durch die Zunahme der Bevölkerung aus und es wurde der Neubau einer Kirche in der Neustadt östlich der Ruhr notwendig.

### Erste Kirche
Das verputzte Gebäude wurde 1931 nach Plänen des Architekturbüros Flerus & Konert aus Dortmund errichtet. An das längliche Mittelschiff fügten sich schmale Seitengänge an. Der rechteckige Chor war leicht eingezogen. Nach erheblichen Feuchtigkeitsschäden im Dachbereich wurde das Gebäude abgebrochen. Es blieb nur der seitlich in der Fassade stehende Turm erhalten.

### Heutige Kirche
Die alte Kirche wurde nach Plänen von Winfried Karbe durch ein neues Kirchengebäude und ein mehrstöckiges Haus ersetzt, das auch Nutzungen außerhalb des Gemeindelebens möglich machte. Das Kirchengebäude steht auf einem Grundriss, in Form eines Trapezes, mit Eckabschrägungen. Über diesem Grundriss sind schräge Unterzüge gespannt, die insgesamt acht Abschnitte ergeben. Diese einzelnen Schotten sind durch hohe Glasbahnen und geschlossenen Wandabschnitte begrenzt; sie betonen den trapezförmigen Grundriss mit Vor- und Rücksprüngen.
Der Außenbau ist von Sichtbetontafeln und Schalungsfugen geprägt. Die unterschiedlich hohen Flachdächer sind treppenförmig gestaffelt, die höchsten Dächer liegen im Mittelpunkt. Es ergibt sich ein plastisch bewegtes Gesamtbild, das einem regelhaften räumlichen System Folge leistet. Die Dächer zweier Schotten ragen mit einer hohen Attika über den Rand heraus, in diesen Bereichen sind die Glasbahnen horizontal geführt. Die niedrigen Vordächer des Eingangsbereiches entsprechen der beiden Dachattika. Sie reichen von einer geringen Höhe bis auf die der Dächer.
Die schräg geführten Unterzüge bestimmen den Eindruck des Innenraumes. In die Versatzungen, der flachen Holzdecken sind zum Teil Lichtbänder eingefügt. Der Sichtbeton der Wände ist unbearbeitet. Die Schotten sind durch verschiedenfarbige Glasbänder abgetrennt. Die Orgelempore tritt mit einer hohen Brüstung hervor. Der im Gefälle verlegte Keramikfußboden mündet in einer Altarzone, die um drei Stufen angehoben ist.

### Turm
Der Turm ist noch von der Kirche von 1932 erhalten, er ist mit einem Satteldach gedeckt und durch kleine rundbogige Öffnungen gegliedert. Das dreistimmige Bronzegeläut erklingt in e'-g'-a'. Die kleine Glocke entstand 1923, die beiden großen Glocken wurden 1947 in Briloner Sonderbronze gegossen.

## Ausstattung
- Die liturgische Ausstattung stammt ebenso, wie die bewegten Glaskompisitionen von Ina Hartmann Rochelle und Bernd Hartmann.
- Der Altar, der Ambo und die Tabernakelstele sind gewichtiger Teil der Innenraumgestaltung.